# Monte Fioraro
Il Monte Fioraro (o Monte Azzarini come è conosciuto dal lato valtellinese) è un monte alto 2 431 m. Sulla sua cima convergono i vertici di tre valli, la Valle del Bitto e la Val Tartano a nord, e la Val Brembana a sud. Tre comuni confinano con le pendici del monte: Averara (BG), Albaredo per San Marco (SO) e Tartano (SO).
Il suo nome valtellinese deriva da laresìn, cioè dalla parola larice.

## Accessi
L'itinerario di salita da passo di San Marco (1 830 m) lungo il versante sud est presenta 700 metri di dislivello positivo ed è classificato come escursionistico (E - A - F+)